# ماثيو إنجلاند
ماثيو إنجلاند (بالألمانية: Matthew England؛ بالإنجليزية: Matthew England) هو عالم نمساوي-أسترالي، ولد في 1966.